# Hiroshi Saeki
Hiroshi Saeki (Prefettura di Hiroshima, 26 maggio 1936 – 2010) è stato un calciatore giapponese, di ruolo attaccante.

## Statistiche

### Presenze e reti nei club
| Stagione | Squadra      | Campionato | Campionato | Campionato |
| Stagione | Squadra      | Comp       | Pres       | Reti       |
| -------- | ------------ | ---------- | ---------- | ---------- |
| 1965     | Yawata Steel | JSL        | ?          | ?          |
| 1966     | Yawata Steel | JSL        | ?          | ?          |
|          | Totale       |            | 22         | 9          |